# Álvaro Aguilar de Jerez
Aguilar de Jerez, nombre artístico de Álvaro Aguilar Ardila, (Jerez de la Frontera, 1953 - Tokio, 2015), era un cantaor de flamenco jerezano.

## Biografía
También conocido en el mundo oriental como Aguichan, Álvaro Aguilar Ardila nació en el jerezano y gitano Barrio de San Miguel.
Comenzó tocando la guitarra en la academia de El Carbonero, para posteriormente dedicarse al cante y recorrer peñas, verbenas y cualquier rincón donde pudiesen escucharle porque sentía especial predilección por el cante. Fue el principal mentor de sus sobrinos David y Alfredo Lagos, además de apostar por artistas como María del Mar Moreno y los hermanos Domingo e Inmaculada Ortega en sus inicios.
Ganó algunos concursos como el de la Petenera o el Concurso Nacional de Cante por Serrana de Prado del Rey, siempre con sus propias letras, para las que tenía especial tacto. Entre sus letras más famosas destaca esa que todo el mundo tiene por popular, pero que lleva su firma:
'Pa caballo el cartujano,
pa torero Rafael,
y pa cante y vino bueno
San Pedro bajó del cielo
y dio su llave a Jerez'.
Desde el año 1998 desarrollaba su carrera profesional en Japón, donde desempeñó una labor de enseñanza en pos del cante flamenco, especialmente del cante jerezano. Siempre luchó porque se le diera su sitio al cante en una tierra donde primaba el baile. Trabajador incansable, honesto en su cante, con una afición y enormes conocimientos, hizo que el pueblo japonés aprendiera la importancia del cante en el baile, a amarlo y respetarlo, a distinguir entre las distintas escuelas de cante, siempre defendiendo a ultranza la de su tierra, Jerez. Aguilar de Jerez, se había convertido en una institución en Japón, donde de alguna manera era como una especie de embajador de tantos y tantos artistas que pasan por el país nipón.
Fue precisamente en Tokio, capital de Japón, donde Aguilar de Jerez falleció repentinamente la mañana del 18 de noviembre de 2015, de un ataque al corazón.

## Discografía
- 'Agui-chan' (2009), con la colaboración de artistas como Alfredo Lagos, Juani de la Isla, Londro y David Lagos, ganador de la Lámpara Minera de 2014.[8]